# 高崎 (運送艦)
高崎（たかさき）は、日本海軍の特務艦（運送艦）。類別は運送艦であるが1915年より水上機を搭載し水上機母艦として艦隊演習に参加した。また艤装も水上機母艦「若宮」と同様の改装を受けている。
艦名は初代。浅井将秀『日本海軍艦船名考』によると対馬舟志湾内の高崎鼻による。

## 艦歴
元は1902年（明治35年）4月に、イギリス、グラスゴー、ロバート・ダンカン社で進水したイギリス船籍の貨物船「ローズリー Roseley」。
日露戦争開戦時の1905年（明治38年）1月12日に拿捕される。4月10日、佐世保捕獲審検所の検定で「没収」と判決され、8月8日の高等捕獲審検所での検定でもウヰリアム・ロバート・リー船長らの抗議を棄却し、積荷の石炭6,462トンとともに正式に「没収」とされた。
日本海軍は同年2月14日に部内限りで「高崎丸」と仮命名し、高等捕獲審検所での検定後の9月1日に「高崎丸」と正式命名、本籍を佐世保鎮守府と定め、日本海軍の運送船とした。
1907年(明治40年)3月21日日本郵船に引渡して運行を委任、本船など7隻は海軍指定の航路に就き、貨物の一部を海軍専用として使用した。
1911年(明治44年)5月16日、日本海軍に返還され、横須賀を発着し呉、佐世保、竹敷、鎮海、旅順を結ぶ旅順線と、横須賀を発着し呉、佐世保、基隆、馬公を結ぶ台湾線とを交互に運行を予定し、同年9月18日横須賀発、旅順線から運行を開始した。
この間1912年(明治45年)2月には川崎造船所で建造中の「平戸」の兵器、乗員輸送の為に呉から神戸に寄港するなど、随時航路は変更された。
1915年（大正4年）8月23日に「高崎」と改名、その年4月に飛行機搭載設備を仮設し、大演習では臨時に水上機を搭載して参加した。1920年（大正9年）4月1日、特務艦に編入し運送艦に類別されたが、その後も1924年（大正13年）頃まで水上機用母艦として使用した。1925年（大正14年）1月に航空機搭載設備を撤去、以降は本来の輸送任務に復帰した。
1930年（昭和5年）に機関が破損したため1932年（昭和7年）4月1日に除籍、1933年（昭和8年）2月27日陸軍省へ移管した。その後は1944年（昭和19年）まで陸軍で使用され、12月に特攻艇の標的として爆破処分された。

## 艦長
※脚注無き限り『日本海軍史』第9巻・第10巻の「将官履歴」及び『官報』に基づく。階級は就任時のもの。

### 指揮官
- 奥田貞吉 中佐：1911年5月9日 - 1911年12月1日
- 松永光敬 中佐：1911年12月1日 - 1912年12月1日
- 伊東祐保 中佐：1912年12月1日 - 1913年12月1日
- 渡辺仁太郎 中佐/大佐：1913年12月1日 - 1915年2月1日[29]
- 福地嘉太郎 中佐：1915年2月1日[29] - 1915年12月13日
- 原田正作 中佐：1915年12月13日 - 1916年8月24日
- 足立六蔵 中佐：1916年8月24日 - 1916年12月1日
- 上田吉次 中佐：1916年12月1日 - 1917年12月1日
- 秋元秀太郎 中佐：1917年12月1日[30] - 1918年6月26日[31]
- 高橋節雄 中佐：1918年6月26日 - 1918年12月1日
- 内倉利吉 中佐：1918年12月1日[32] - 1919年12月1日[33]
- 秋吉照一 中佐：1919年12月1日[33] - 1920年4月1日

### 特務艦長
- 秋吉照一 中佐：1920年4月1日 - 1920年7月1日[34]
- 樺山信之 中佐：1920年7月1日[34] - 1920年11月12日[35]
- 永野永三 中佐：1920年11月12日[35] - 1921年11月20日[36]
- 岩沢安五郎 中佐：1921年11月20日[36] - 1922年8月1日[37]
- 鳥山貞美 中佐：1922年8月1日[37] - 1922年11月10日[38]
- 海津良太郎 中佐：1922年11月10日[38] - 1923年12月1日[39]
- 白木豊 中佐：1923年12月1日[39] - 1924年3月8日[40]
- 吉武純蔵 中佐：1924年3月8日 - 1924年11月20日[41]
- 鈴木勇 中佐：1924年11月20日[41] - 1925年12月1日[42]
- 高原昌平 中佐：1925年12月1日[42] - 1926年1月9日[43]
- 高橋為次郎 中佐：1926年1月9日[43] - 1926年8月1日[44]
- 入江淵平 中佐：1926年8月1日[44] - 1927年3月1日[45]
- 宇野積蔵 中佐：1927年3月1日 - 1927年12月1日
- 波多野二郎 中佐：1927年12月1日[46] - 1928年12月10日[47]
- 佐藤康逸 中佐：1928年12月10日 - 1929年11月30日
- 庄司弥一 中佐：1929年11月30日[48] - 1930年5月1日[49]